# Bianca Ryan
Bianca Taylor Ryan (née le 1er septembre 1994) est une jeune chanteuse américaine de Philadelphie, Pennsylvanie, qui gagna le début de la saison des America's Got Talent de la NBC (National Broadcasting Company) à l'âge de 11 ans.
Ryan enregistra un premier album Bianca Ryan - très peu de temps après son 12e anniversaire - qui sortit le 14 novembre 2006 ; ce dernier occupait la 57e place sur le Billboard 200.
Un mois plus tard, le EP Christmas Every day! révéla au public le talent de la jeune fille.
Elle a depuis chanté en Australie et en Suisse. Sa première tournée se déroula aux États-Unis comme artiste special guest pour le Live Nation's Nextfest.

## Biographie
Bianca Ryan est le deuxième des quatre enfants de Shawn et Janette Ryan. Elle a des origines irlandaises du côté de la famille de son père. Bianca a trois frères et sœur. À l’âge de dix ans, Ryan montrait une préférence pour le R&B et la musique gospel, et se rappelle avoir chanté au sein de sa famille uniquement pour entendre son père lui demander « Comment as-tu appris à chanter comme cela ? » (« How did you learn to sing like that? »).
Leur voisine, Denis Bauchens, déclara au Northeast News Gleaner qu’elle balayait son patio un jour en 2004 lorsqu’elle entendit la voix de Ryan : elle cessa son nettoyage et commença à écouter.
Ryan compte Yolanda Adams, Mariah Carey, Kelly Clarkson, Jennifer Holliday et Patti LaBelle parmi ses chanteuses favorites. Adams fut son coach pour la finale des America's Got Talent. Durant l’année scolaire 2006-2007, Ryan était en "sixth-grader" à l’école Lane Chater à Bensalem Township en Pennsylvanie. « Je suis à l’école la plupart du temps » dit-elle, « et continue mon travail quand je dois partir en tournée ».
Juste avant la sortie de son CD, Ryan perdit sa grand-mère, Marie Ryan, qui luttait contre la maladie d'Alzheimer depuis cinq ans. La semaine suivante, le maire John F. Street proclama « Bianca Ryan Day » le 13 novembre à Philadelphie et présenta Ryan comme emblème de la ville.

### America's Got Talentde 2006
Alors que Ryan cherchait sur Internet des auditions pour 2006, elle découvrit que le célèbre juge d’émission de jeunes talents, Simon Cowell, serait producteur exécutif d’un futur programme nommé America's Got Talent. Elle décida d’y participer dans la catégorie "Dreamgirls showtune" en interprétant « And I Am Telling You I’m Not Going » (à l’origine chantée par Jennifer Holliday). Elle surprit son auditoire ainsi que les juges par la puissance de sa voix.
En avril 2007, un enregistrement de l’audition de Ryan avait grimpé dans les 100 meilleures notes dans la rubrique musicale sur YouTube.
En demi-finale du show, les juges furent subjugués par la prestation de la jeune fille et déclarèrent que la chanson n’était «pas assez bien» pour elle.
En finale, elle époustoufla littéralement son public et subjugua à nouveau les juges par son interprétation fantastique de « I am Changing », vêtue d'une jolie robe verte à franges, pieds nus (!) et avec une nouvelle coiffure. L'un des juges, David Hasselhof, la compara même à Lisa Minelli et termina sa remarque par «You truly are the best in this competition» (tu es vraiment la meilleure de cette compétition).
Les résultats de la finale de l'America's Got Talent furent dévoilés le 17 août 2006, lesquels annoncèrent Bianca Ryan comme gagnante de la première saison du show.
Ryan fit une brève apparition durant la finale de la deuxième saison. Dans une vidéo enregistrée pendant sa tournée Nextfest, elle apporta son soutien aux deux finalistes en leur souhaitant « the best of luck ».

### Son premier disque
Le 24 août 2006, Bianca annonça sur son site internet qu’elle avait fait le voyage jusque New York pour rencontrer des représentants du « major record label » et quelques autres célèbres industries du disque. Le Northeast Times annonça le jour même que Ryan rencontra le producteur des Grammy Award, David Foster et fut managée par Peter Rudge.
Le mois suivant, Bianca fut à Los Angeles en Californie pour enregistrer son premier CD, composé de reprises de The Rose et I Believe I Can Fly ainsi que des chansons originales comme I Wish That et Pray for a Better Day. Bianca Ryan sortit le 14 novembre 2006. Huit jours plus tard, l’album occupait la 57e place sur le hit-parade Billboard album, dévoilant « her gargantuan chops and sweet charm » (ses babines gargantuesques et son charme sucré) écrivit Matt Collar dans All Music Guide. Il qualifia de « meilleurs arrangements de la création pop » et loua la « précocité grandiose de Bianca » ajouta que « ses aspirations musicales sont mieux perçues grâce à un réel et déconcertant talent vocal. » Une journaliste de la revue Los Angeles Daily News alla même plus loin : « Bianca Ryan est un album bien mieux que sa couverture. » Toujours, elle écrivit : « Bianca empoigne tous ces genres d’has-been comme les anciens pro avec sa grande et puissante voix qui vous rappelle qui elle est. »
Bianca Ryan est le premier des cinq albums à avoir signé son contrat d'enregistrement le 18 septembre avec SYCOmusic, dirigé par Simon Cowell et une partie de Columbia Records (Sony BMG). Bianca Ryan est la première artiste américaine à signer avec SYCOmusic.

## Discographie

### Albums
| Information sur l'album |
| --- |
| Bianca Ryan - Sortie: 14 novembre 2006 - Position dans le hit-parade : 57e aux États-Unis - Ventes aux États-Unis : 91 000 - Ventes mondiales : plus de 130 000 |
| Why Couldn't It Be Christmas Everyday? - Sortie: 5 décembre 2007 - Position dans le hit-parade : N/A - Ventes aux États-Unis : N/A                              |

### Singles
- "Why Couldn't It Be Christmas Every Day?"
- "That's Not Me"

## Filmographie

### Cinéma
| Année | Film           | Role         | Notes                 |
| ----- | -------------- | ------------ | --------------------- |
| 2006  | 12 and Holding | Singing Girl | Sortie le 19 mai 2006 |

### Télévision
- Star Search
- Showtime at the Apollo
- The Tom Joyner Show

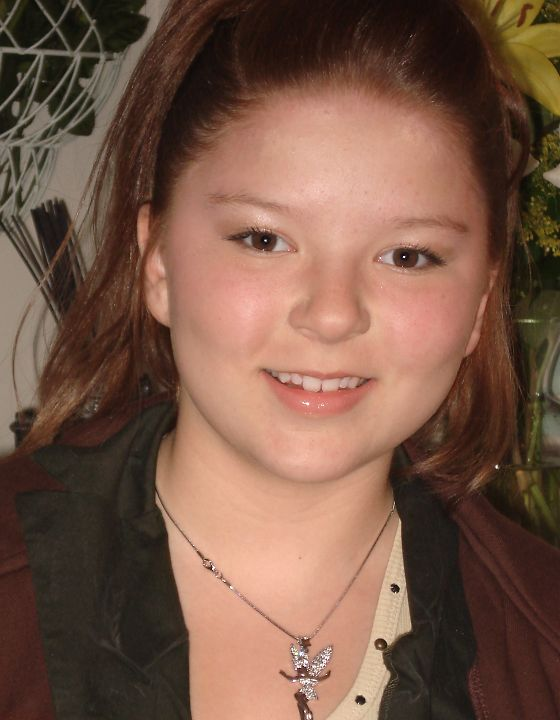
Bianca Ryan

- America's Got Talent – six apparitions (28 juin, 26 juillet, 27 juillet, 16 août, 17 août 2006, et 21 août, 2007)
- The Ellen DeGeneres Show – deux apparitions (13 septembre et 16 novembre 2006)
- The CW Morning Show – 16 novembre, 2006
- Today – 16 novembre, 2006
- The Oprah Winfrey Show – 16 novembre, 2006
- Martha – 20 novembre 2006
- Walt Disney World Christmas Day Parade – 25 décembre 2006
- 49e Pepsi 400 (au Daytona International Speedway), 7 juillet 2007